# Aphelopus mostovskii
Aphelopus mostovskii  (лат.) — вид мелких ос из семейства Dryinidae. Встречаются в Южной Африке (KwaZulu-Natal: Royal Natal National Park, лес из Podocarpus). Вид назван в честь энтомолога Михаила Мостовского, собравшего типовые экземпляры. Самки и самцы крылатые, длина тела самок 1,56—1,93, у самцов — 1,56—1,62 мм. Тело чёрное (у самок брюшко коричневое), усики, ноги и мандибулы буроватые. У самок соотношение члеников усиков равно 5:4:4:4:4:4:4:4:4:6, а у самцов — 5:4:4:4:4.5:5:4.5:4.5:4.5:7. Скутум матовый, нотаули расходятся по направлению кзади. Скутеллюм и метанотум блестящие, без скульптуры. Формула шпор голеней: 1,1,2. Проподеум сетчатоморщинистый.